# Хуан Карлос Кальво
Хуан Карлос Кальво (ісп. Juan Carlos Calvo, нар. 26 червня 1906, Монтевідео — пом. 12 жовтня 1977) — уругвайський футболіст, що грав на позиції нападника за клуб «Мірамар Місьйонес». Чемпіон світу 1930 року у складі національної збірної Уругваю.

## Клубна кар'єра
У дорослому футболі дебютував 1926 року виступами за команду клубу «Мірамар Місьйонес», кольори якої і захищав протягом усієї своєї кар'єри гравця, що тривала дванадцять років.
Помер 12 жовтня 1977 року на 72-му році життя.

## Виступи за збірну
З 1929 року почав викликатися до національної збірної Уругваю, був включений до її заявки на домашній чемпіонат світу 1930 року, на якому уругвайці стали чемпіонами світу. Проте ані на історичному першому мундіалі, ані до, ані після нього Кальво в офіційних іграх за збірну не грав.

## Титули і досягнення
- Чемпіон світу: 1930